# Вільям Аллан
Вільям Алла́н (англ. William Allan; нар. 1782, Единбург — пом. 23 лютого 1850, Единбург) — шотландський живописець; дійсний член Королівської академії мистецтв у Лондоні з 1835 року, президент Академії мистецтв у Единбурзі.

## Біографія
Народився у 1782 році у місті Единбурзі (Шотландія, Велика Британія). Мистецьку освіту здобув у Академії попечительств у Единбурзі та Королівській академії мистецтв у Лондоні.

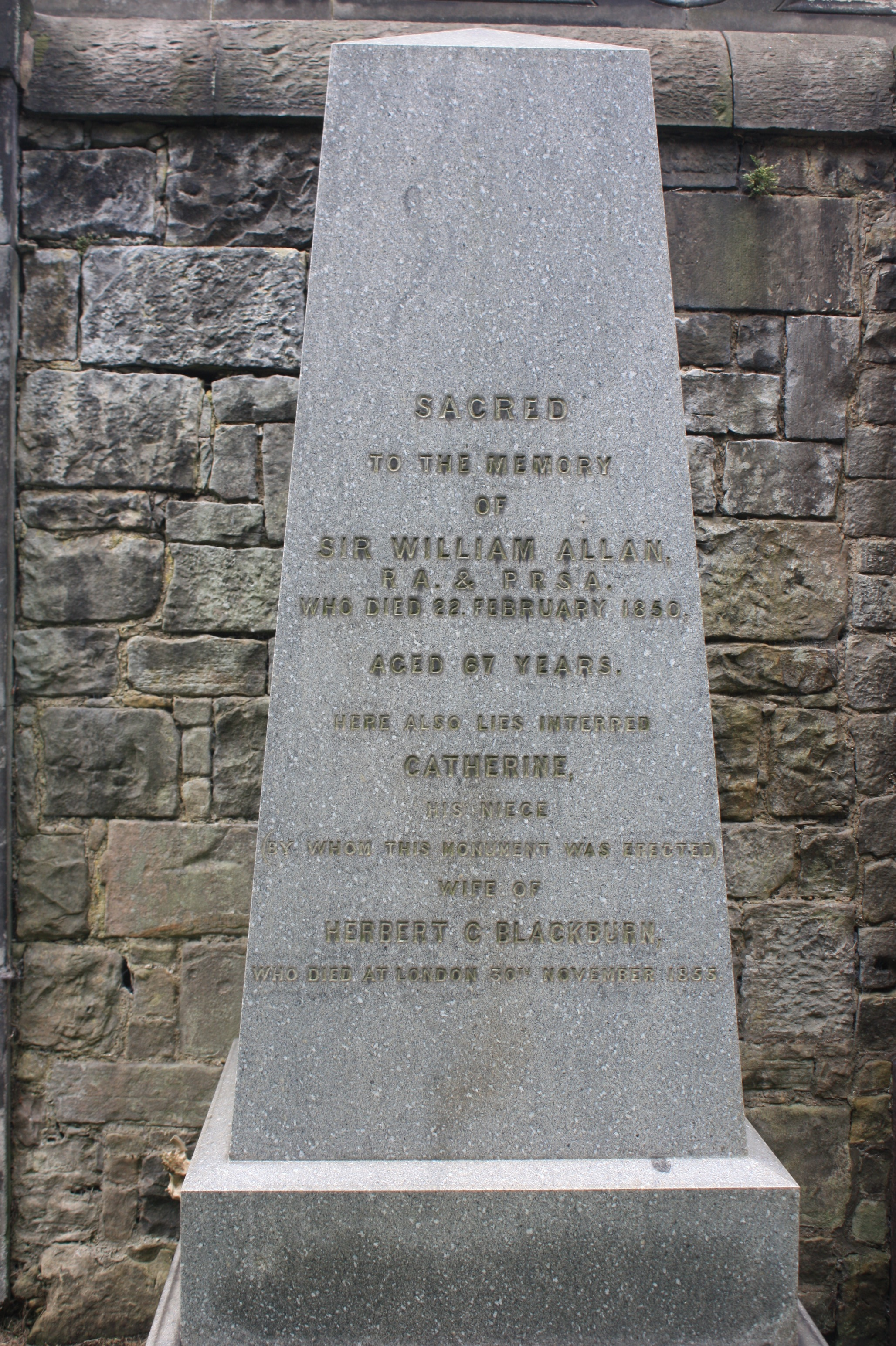
Надгробок.

У 1808 році приїхав до Російської імперії, в якій проживав 8 років. Працював у Санкт-Петербурзі, подорожував Кримом, Кавказом, збираючи матеріали для майбутніх полотен. В Україні жив у родині Потоцьких в Умані і Тульчині. 1811 року їх відвідав французький мандрівник, дипломат, письменник і перекладач Август де Лагард, який описав цю зустріч у книзі «Подорож з Москви до Відня через Київ, Одесу та Германштадт», виданій у Парижі у 1824 році. Вдруге відвідав Росію у 1844 році.
Помер у Единбурзі 23 лютого 1850 року. Похований в Единбурзі.

## Творчість
Автор картин на історичні та побутові теми, портретів, пейзажів. Спільно з Августом де Лагардом підготував книгу «Софіївка». Август де Лагард зробив французьки переклад поеми польського поета Станіслава Трембецького, для якої Вільям Аллан створив 6 малюнків пейзажів парку «Софіївки»:
- «Вид Левового гроту»;
- «Каскад „Три сльози“»;
- «Грот Венери Медицейської»;
- «Острів кохання»;
- «Грот „Дзеркало богині Діани“»;
- «Великий водоспад».

Ці  малюнки перевів у гравюри у Відні гравер Фрідріх Вільгельм Шлоттербек у 1815 році.
Під час другого візиту до Росії написав для Зимового палацу картину «Петро Великий навчає своїх підданих кораблебудуванню».
Картини художника зберігаються у Ермітажі, Державному Російському музеї у Санкт-Петербурзі.